# Andre Matos
André Coelho Matos (São Paulo, 1971. szeptember 14. – 2019. június 8.) brazil énekes.
1985 és 1990 között a Viper, 1991 és 2000 között az Angra, 2000 és 2006 között a Shaman metalzenekarok tagja volt. 2006 után szólóban zenélt. 2009. április 21-én a Scorpions előzenekaraként Budapesten is fellépett.

## Diszkográfia
Szólólemezei
- Time to Be Free (2007)
- Mentalize (2009)
- The Turn of the Lights (2012)

Viper
- Soldiers of Sunrise (1987)
- Theatre of Fate (1989)
- To Live Again – Ao Vivo Em São Paulo (2015)

Angra
- Angels Cry (1993)
- Evil Warning (1994, EP)
- Freedom Call (1996, EP)
- Holy Land (1996)
- Holy Live (1998, koncert)
- Fireworks (1998)
- Best Reached Horizons (2012, válogatás)

Shaman
- Ritual (2002)
- RituAlive (2003, koncert)
- Reason (2005)